# Île Alcatraz
Ne doit pas être confondu avec Île d'Alcatraz.
L'Île Alcatraz est une île au large de la sous-préfecture de Kamsar et de Kanfarandé à l'ouest de la république de Guinée.
Elle est une des îles d'Afrique de l'ouest qui ont les plus grandes concentrations d'oiseaux marins.

## Situation géographique
Elle est située à environ 40 km au sud-ouest des îles Tristao

## Caractéristiques et faune
L'île Alcatraz est accidentée avec des rochers recouverts d'une importante couche de guano, où la végétation est absente, héberge la plus important colonie – 3000 couples – de Sula leucogaster de l'Afrique de l'Ouest ; des tortues marines et des cétacés sont présents aux alentours,.

## Histoire
L'île est depuis 1990 recensée comme Site Ramsar en Guinée.